# Marie Jahn

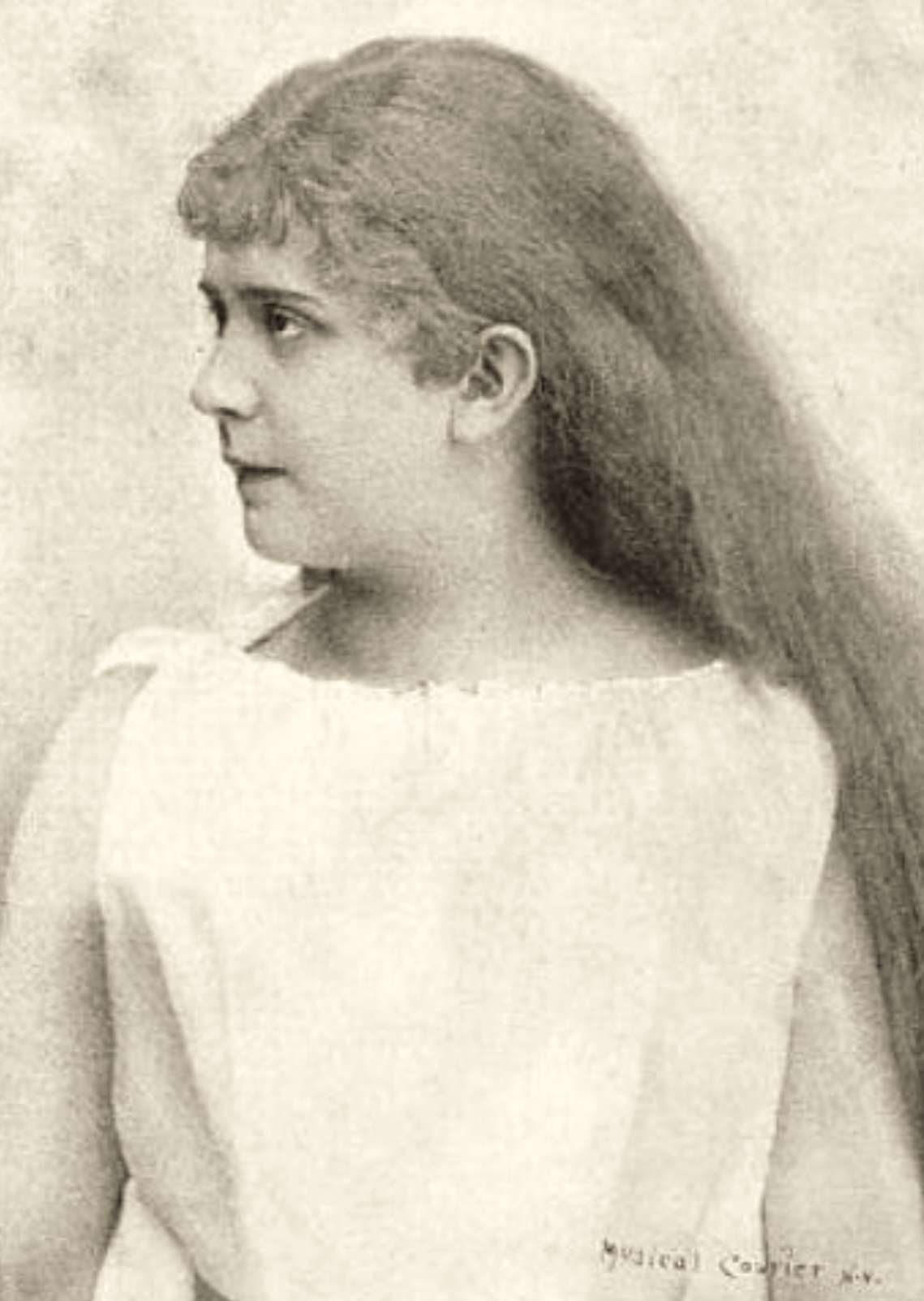
Marie Jahn

Marie Jahn (18. Februar 1865 in Wien – 26. Oktober 1934 in Hannover) war eine österreichische Opernsängerin (Sopran) und Gesangspädagogin.

## Leben
Geboren noch zur Zeit des Kaisertums Österreich, genoss Marie Jahn ihre Ausbildung am Wiener Konservatorium bei Johannes Reß.
Sofort danach wurde sie für das königliche Hoftheater Dresden engagiert. Dort trat sie überhaupt zum ersten Mal am 6. Februar 1887 als „Alice“ in Robert der Teufel auf und wurde gleich für drei Jahre engagiert.
Nach Ablauf ihres Kontrakts nahm die Künstlerin Engagement am Stadttheater Magdeburg (1890), war hierauf ein Jahr an der Metropolitan Opera und wurde vom September 1891 für das königliche Theater in Hannover gewonnen, wo sie bis 1905 insbesondere Partien des jugendlich-dramatischen Sopranfachs spielte.
Nach ihrem Bühnenabschied arbeitete Marie Jahn in Hannover als Gesangspädagogin und trat dort auch als Konzertsängerin auf. Die Sopranistin verstarb 1934 in Hannover.

## Ehrungen

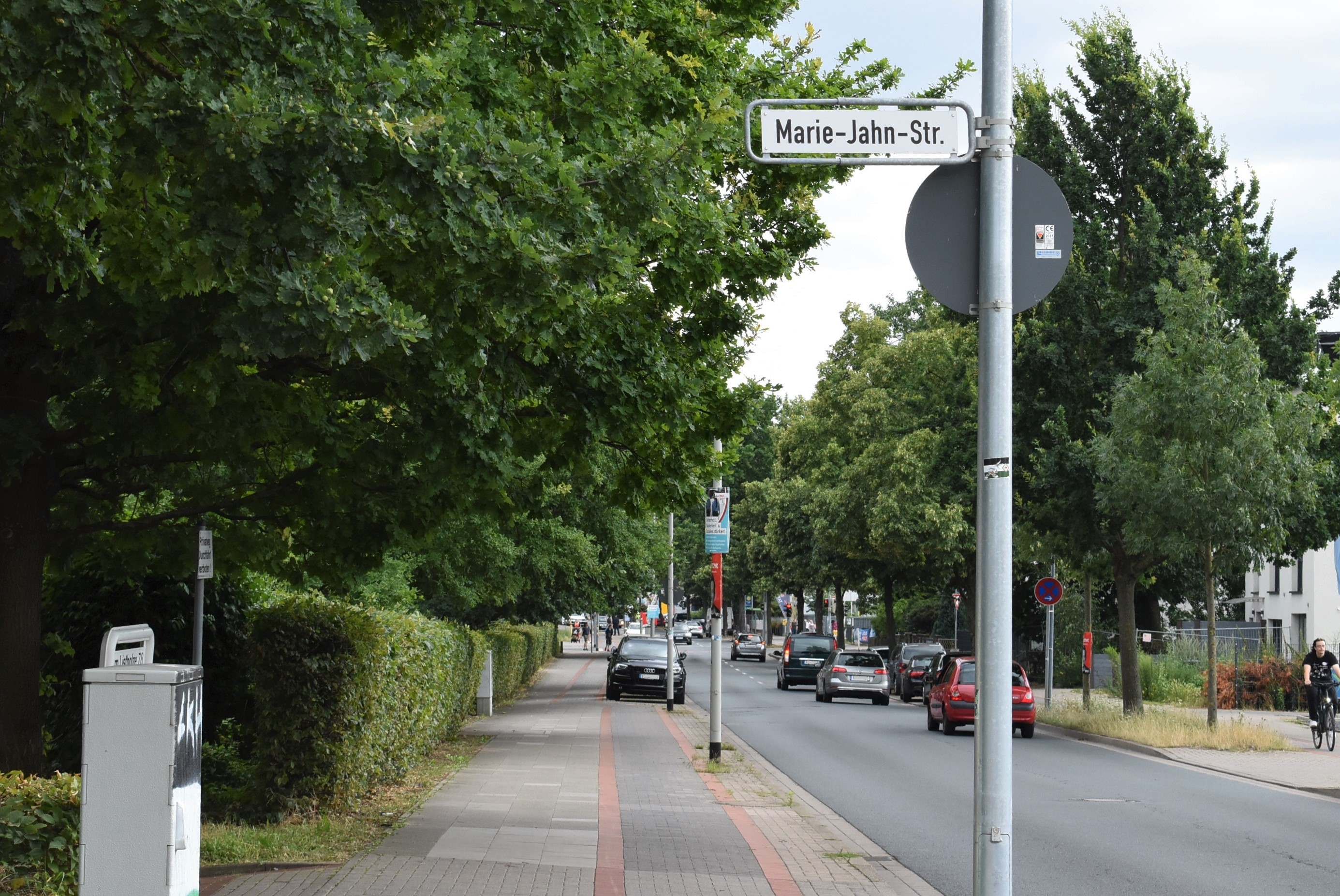
Die Marie-Jahn-Straße in Hannover-List

Die Stadt Hannover hat 2017 eine Straße im Stadtbezirk Vahrenwald-List nach Marie Jahn benannt.

## Rollen
Marie Jahn feierte ihre größten Erfolge in Partien von Richard Wagner, etwa als
- Senta in Der fliegende Holländer,
- Elsa in Lohengrin
- und Elisabeth in Tannhäuser;

erhielt aber auch Beifall für Rollen in Mozart-Stücken oder beispielsweise als Micaëla in Georges Bizets Oper Carmen.